# Моравска кућа
Моравска кућа је у основи дводелни тип куће намењен за становање превасходно сеоском газдинству чији се развој може пратити од средине 19. до средине 20. века.

## Порекло
Брвнаре сламњаче једноделног типа биле су главно место становања сељака током 18. веке па све до средине 19. века. Због честих ратова и феудалних односа сељаци чивчије-кметови градили су своје куће скромних размера. Доцније, услед промена у начину живота, економског развоја, оне се развијају у сложеније облике. Основни облик је брвнара - приземљуша, приземна једноделна кућа.